# Cuissy-et-Geny
Cuissy-et-Geny település Franciaországban, Aisne megyében. Lakosainak száma 71 fő (2022. január 1.). Cuissy-et-Geny Beaurieux, Bourg-et-Comin, Jumigny, Maizy, Œuilly, Paissy, Pargnan és Vassogne községekkel határos.

## Népesség
A település népességének változása:
| Lakosok száma | 70   | 61   | 72   | 67   | 59   | 67   | 71   | 71   | 71   | 71   |
|               | 1968 | 1982 | 1990 | 2006 | 2013 | 2015 | 2017 | 2019 | 2020 | 2022 |